# Masakra w Chan Junus
Masakra w Chan Junus – masakra z 3 listopada 1956, podczas którego Siły Obronne Izraela (IDF) dokonały masowych egzekucji Palestyńczyków w mieście Chan Junus oraz w sąsiednim obozie uchodźców o tej samej nazwie, położonych w Strefie Gazy. Do zdarzenia doszło w trakcie kryzysu sueskiego, po izraelskiej ofensywie przeciw Egiptowi, prowadzonej we współpracy z Wielką Brytanią i Francją. 

## Tło historyczne
W październiku 1956 Egipt, pod rządami prezydenta Gamala Abdela Nasera, znacjonalizował Kanał Sueski, co doprowadziło do zbrojnej interwencji ze strony Wielkiej Brytanii, Francji i Izraela. W ramach tej operacji Izrael przeprowadził ofensywę w Strefie Gazy, mającą na celu zwalczenie fedainów – palestyńskich bojowników przeprowadzających ataki na terytorium Izraela.

## Przebieg wydarzeń
Według różnych źródeł historycznych, w dniu 3 listopada 1956 izraelskie siły wkroczyły do Chan Junus, gdzie po walkach z egipskim garnizonem dokonały egzekucji mieszkańców. Ofiarami byli głównie mężczyźni w wieku od 15 do 60 lat. W relacjach świadków i badaczy pojawiają się doniesienia o rozstrzeliwaniu cywilów zarówno na ulicach, jak i w ich domach.
W centrum miasta miała miejsce masakra, podczas której cywilów ustawiono pod murem osmańskiego karawanseraju i rozstrzelano. Druga masakra miała miejsce w obozie uchodźców Chan Junus. Ofiary były często wybierane przypadkowo, na podstawie poszlak takich jak posiadanie zdjęcia prezydenta Nasera czy zbieżność nazwisk z osobami poszukiwanymi przez izraelski wywiad.

## Liczba ofiar
Szacunki dotyczące liczby zabitych są rozbieżne. Według raportu Agencji Narodów Zjednoczonych dla Pomocy Uchodźcom Palestyńskim na Bliskim Wschodzie (UNRWA), przedstawionego Zgromadzeniu Ogólnemu ONZ w grudniu 1956, zginęło co najmniej 275 osób. Palestyńskie źródła mówią o 415 zabitych i 57 zaginionych, natomiast przyszły lider Hamasu Abd al-Aziz ar-Rantisi twierdził, że liczba ofiar wyniosła 525.

## Upamiętnienie i wpływ kulturowy
Masakra została upamiętniona w powieści graficznej Strefa Gazy. Przypisy (2009) autorstwa Joe Sacco – maltańsko-amerykańskiego dziennikarza komiksowego. Publikacja opiera się na szczegółowych relacjach świadków.